# Munda punctata
Munda punctata är en insektsart som beskrevs av Lucien Chopard 1951. Munda punctata ingår i släktet Munda och familjen syrsor. Inga underarter finns listade i Catalogue of Life.